# Cloviana apicalis
Cloviana apicalis is een halfvleugelig insect uit de familie Aphrophoridae. De wetenschappelijke naam van deze soort is voor het eerst geldig gepubliceerd in 1957 door Blöte.